# Berenklauwbloesemgalmug
De berenklauwbloesemgalmug (Contarinia nicolayi) is een muggensoort uit de familie van de galmuggen (Cecidomyiidae). De wetenschappelijke naam van de soort is voor het eerst geldig gepubliceerd in 1895 door Rübsaamen.